# Роктаяд-е-Коніяк
Роктаяд-е-Коніяк (фр. Roquetaillade-et-Conilhac) — муніципалітет у Франції, у регіоні Окситанія, департамент Од. Роктаяд-е-Коніяк утворено 1 січня 2019 року шляхом злиття муніципалітетів Коніяк-де-ла-Монтань i Роктаяд. Адміністративним центром муніципалітету є Роктаяд. Населення — 271 особа (01.01.2021).